# Berd (Tawusch)
Berd (armenisch Բերդ) ist eine Stadt in der Provinz Tawusch im Nordosten Armeniens unweit der Grenze zu Aserbaidschan. Der Name des Ortes bedeutet „Burg“ und erinnert an eine Festung aus dem 10. Jahrhundert, dessen Ruinen sich bei der Stadt befinden. In der Nähe der Stadt befinden sich auch die Klöster Nor Waragawank und Khoranashat aus dem 12. Jahrhundert.

## Wirtschaft
Die Wirtschaft der Stadt ist landwirtschaftlich geprägt. Früchte, Tabak und andere landwirtschaftliche Produkte werden in der Umgegend produziert. Ferner sind der Weinanbau, Imkereien und Getreidespeicher von Bedeutung.

## Galerie

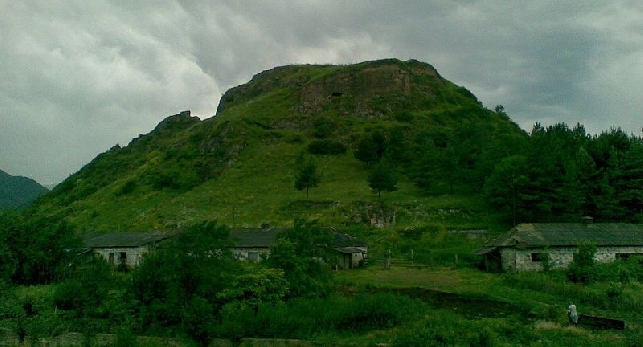
Festung Tawusch
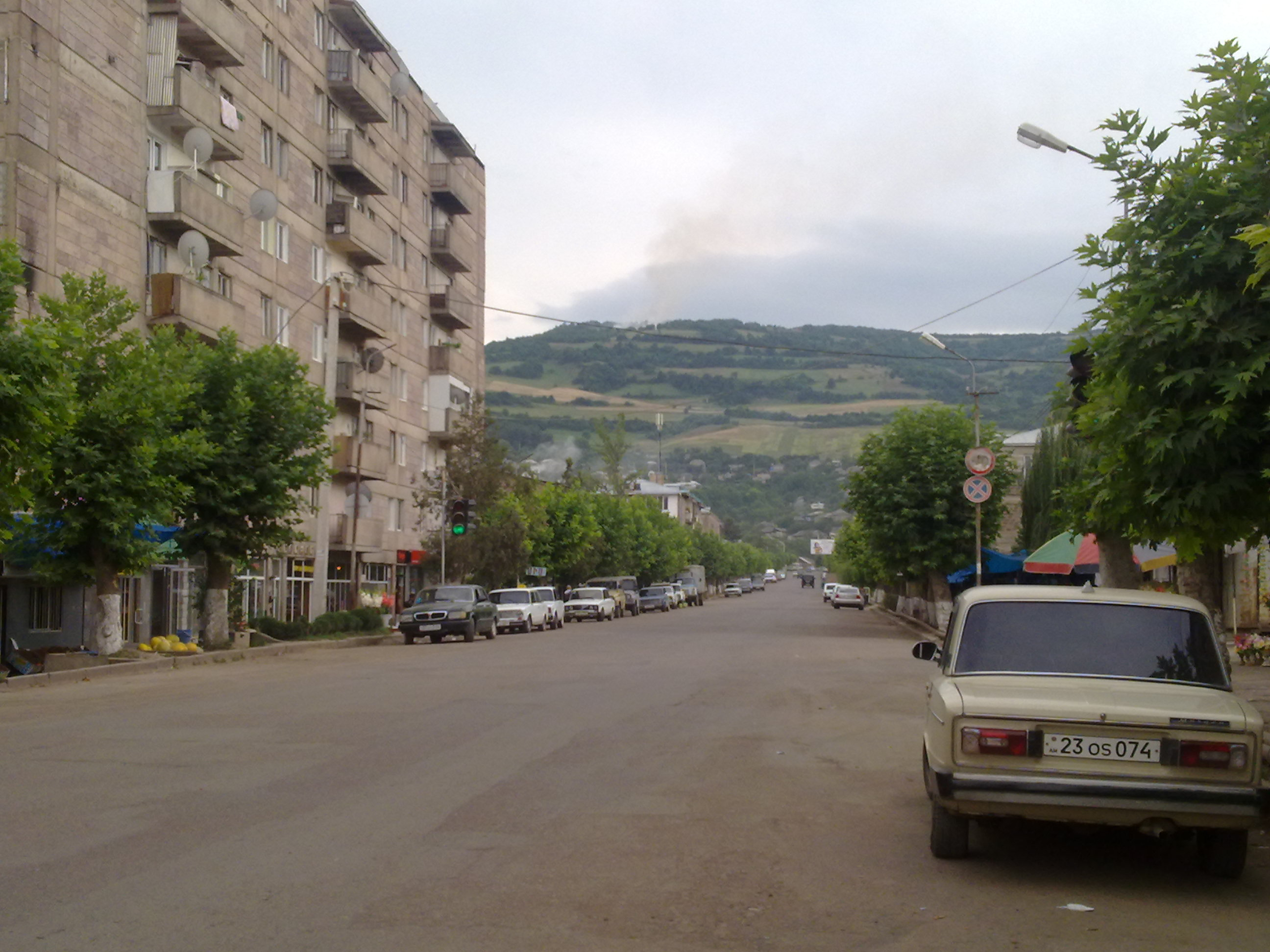
Maschtoz-Allee
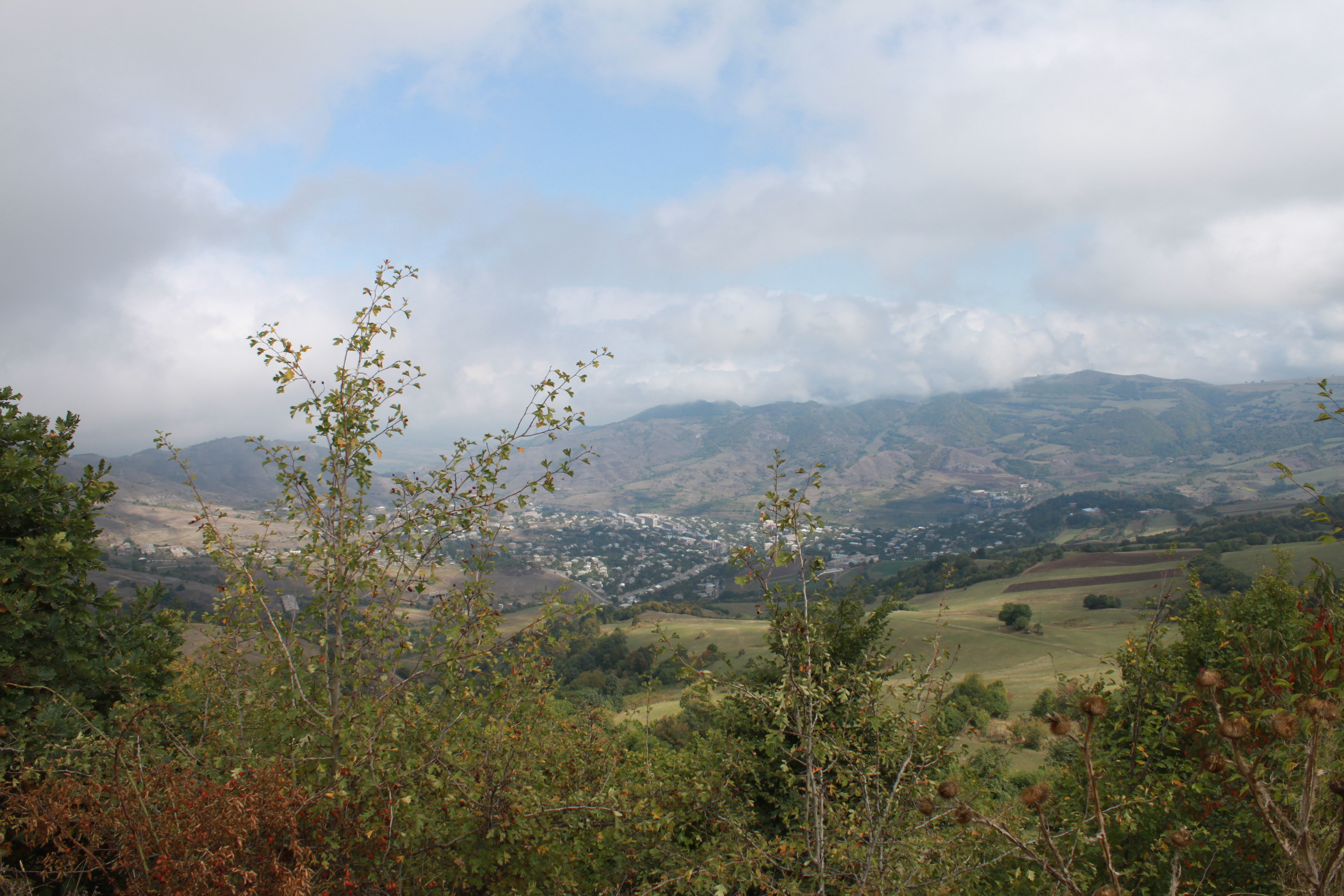
Landschaft von Berd
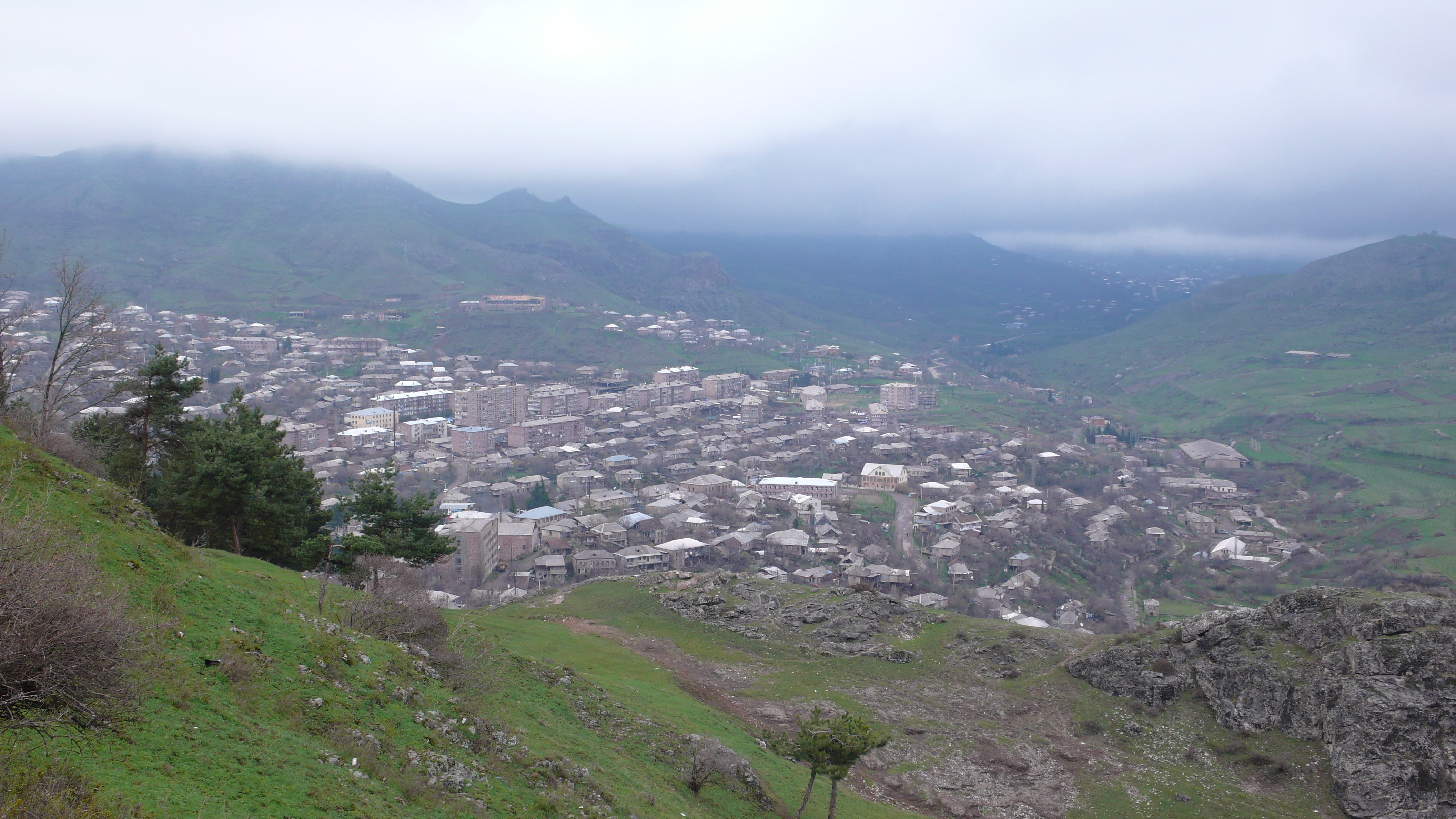
Stadtansicht
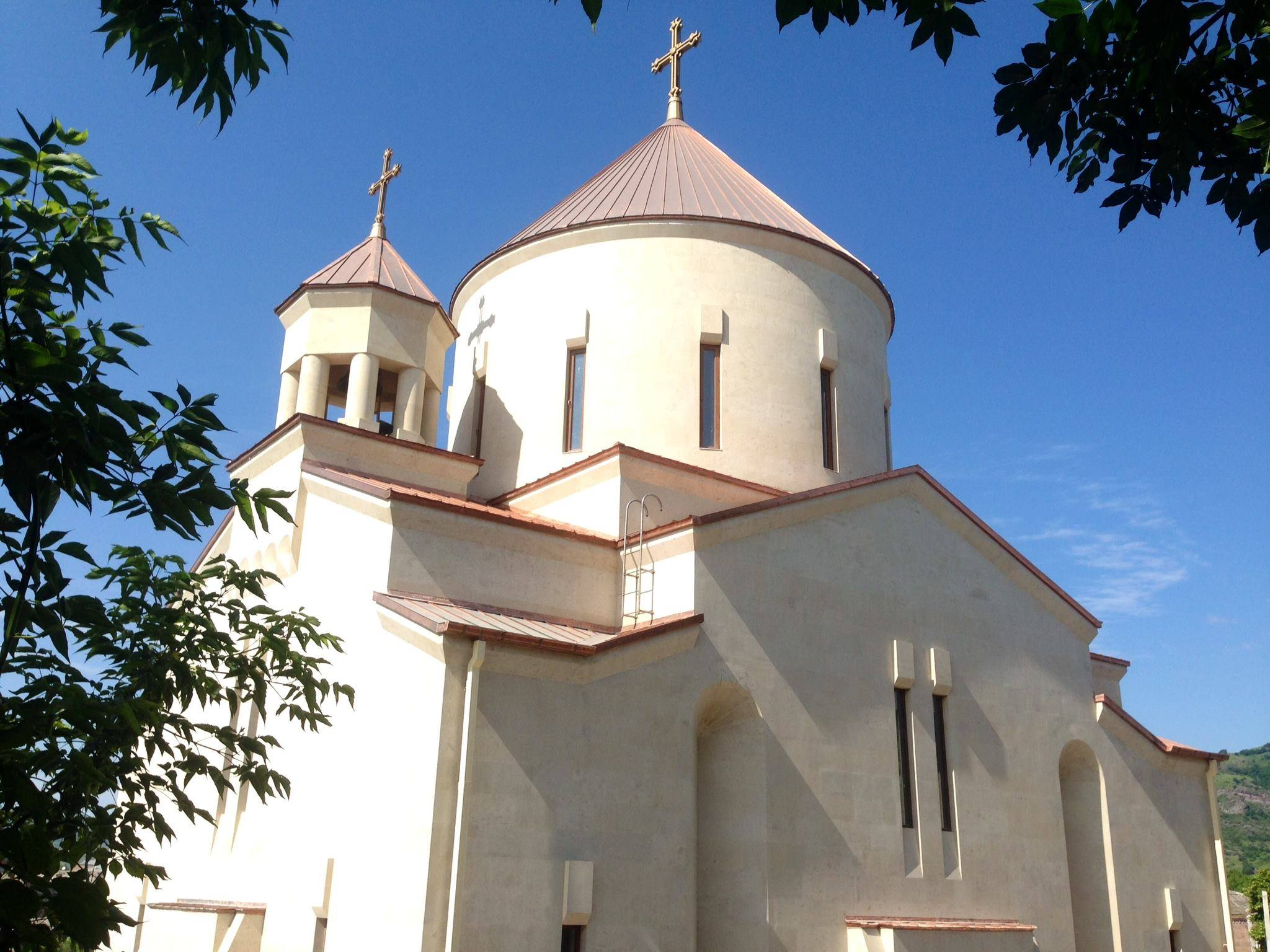
Kirche Johannes der Täufer (Surp Hovhannes)